# Thorntown
Thorntown és una població dels Estats Units a l'estat d'Indiana. Segons el cens del 2000 tenia 1.562 habitants.

## Demografia
Segons el cens del 2000, Thorntown tenia 1.562 habitants, 589 habitatges, i 444 famílies. La densitat de població era de 1.058,1 habitants/km².
Dels 589 habitatges en un 37,4% hi vivien nens de menys de 18 anys, en un 59,9% hi vivien parelles casades, en un 11% dones solteres, i en un 24,6% no eren unitats familiars. En el 22,2% dels habitatges hi vivien persones soles el 10,4% de les quals corresponia a persones de 65 anys o més que vivien soles. El nombre mitjà de persones vivint en cada habitatge era de 2,65 i el nombre mitjà de persones que vivien en cada família era de 3,07.
Per edats la població es repartia de la següent manera: un 29,3% tenia menys de 18 anys, un 7,2% entre 18 i 24, un 29,4% entre 25 i 44, un 21% de 45 a 60 i un 13% 65 anys o més.
L'edat mediana era de 36 anys. Per cada 100 dones de 18 o més anys hi havia 87,8 homes.
La renda mediana per habitatge era de 38.289 $ i la renda mediana per família de 43.194 $. Els homes tenien una renda mediana de 33.750 $ mentre que les dones 24.524 $. La renda per capita de la població era de 19.109 $. Entorn del 5,4% de les famílies i el 6,6% de la població estaven per davall del llindar de pobresa.

## Poblacions més properes
El següent diagrama mostra les poblacions més properes.